# Ligue des champions de la CAF 2015
Navigation
Édition précédente Édition suivante
La Ligue des champions de la CAF 2015 est la 51e édition de la plus importante compétition africaine de clubs mettant aux prises les meilleures clubs de football du continent africain. Il s'agit également de la 19e édition sous la dénomination Ligue des champions. Le tirage au sort a eu lieu en  2014. La compétition a débuté le février 2015.

## Calendrier
Voici le calendrier officiel publié sur le site Internet de la CAF.
| Nom                                             | Tirage au sort | Match aller                            | Match retour                        | Participants |
| ----------------------------------------------- | -------------- | -------------------------------------- | ----------------------------------- | ------------ |
| Phase qualificative                             |                |                                        |                                     |              |
| Tour préliminaire                               | 22 décembre    | 13-15 février                          | 27 fév.-1er mars                    | 50 → 25      |
| Seizièmes de finale                             | 22 décembre    | 13-15 mars                             | 3-5 avril                           | 25+7 → 16    |
| Huitièmes de finale                             | 22 décembre    | 17-19 avril                            | 1er-3 mai                           | 16 → 8       |
| Phase de groupes                                |                |                                        |                                     |              |
| Journées 1 et 5 Journées 2 et 6 Journées 3 et 4 | 5 mai          | 26-28 juin 10-12 juillet 24-26 juillet | 21-23 août 11-13 septembre 7-9 août | 8 → 4        |
| Phase finale                                    |                |                                        |                                     |              |
| Demi-finales                                    | 5 mai          | 25-27 septembre                        | 2-4 octobre                         | 4 → 2        |
| Finale                                          | 5 mai          | 30 oct.-1er nov.                       | 6-8 novembre                        | 2 → 1        |

## Primes monétaires
Les primes monétaires de l'édition 2015 sont distribués aux clubs terminant dans les 8 premiers, comme suit :
| Classement     | Club        | Fédération |
| -------------- | ----------- | ---------- |
| Vainqueur      | 1 425 000 $ | 75 000 $   |
| Finaliste      | 950 000 $   | 50 000 $   |
| Demi-finaliste | 665 000 $   | 35 000 $   |
| 3e du groupe   | 475 000 $   | 25 000 $   |
| 4e du groupe   | 380 000 $   | 20 000 $   |

## Participants
- Théoriquement, jusqu'à 56 fédérations membres de la CAF peuvent entrer dans la CAF Champions League 2015.
- Les 12 pays les mieux classés en fonction du Classement 5-Year de la CAF peuvent également inscrire 2 équipes par compétition. Pour la compétition de cette année, la Confédération africaine de football va utiliser Classement 5-Year de la CAF d'entre 2008 et 2012. En conséquence, 56 clubs ont pu entrer dans le tournoi.

Ci-dessous le schéma de qualification pour la compétition. Les nations sont affichées en fonction de leur Classement 5-Year de la CAF:
| Fédération                                                                 | Club                                                | Classement                                                                              |
| Fédérations avec deux représentants (Classées 1-12)                        | Fédérations avec deux représentants (Classées 1-12) | Fédérations avec deux représentants (Classées 1-12)                                     |
| -------------------------------------------------------------------------- | --------------------------------------------------- | --------------------------------------------------------------------------------------- |
| Tunisie 1er - 106 pts                                                      | ES Tunis                                            | Champion de Tunisie 2013-2014                                                           |
| Tunisie 1er - 106 pts                                                      | CS sfaxien                                          | Vice-champion de Tunisie 2013-2014                                                      |
| Égypte 2e - 80 pts                                                         | Al Ahly SC                                          | Champion d'Égypte 2013-2014                                                             |
| Égypte 2e - 80 pts                                                         | Smouha SC                                           | Vice-champion d'Égypte 2013-2014                                                        |
| RD Congo 3e - 46 pts                                                       | TP Mazembe                                          | Champion de RD du Congo 2013-2014                                                       |
| RD Congo 3e - 46 pts                                                       | SM Sanga Balende                                    | Vice-champion de RD du Congo 2013-2014                                                  |
| Maroc 4e - 44 pts                                                          | MA Tétouan                                          | Champion du Maroc 2013-2014                                                             |
| Maroc 4e - 44 pts                                                          | Raja CA                                             | Vice-champion du Maroc 2013-2014                                                        |
| Nigeria 5e - 41 pts                                                        | Kano Pillars                                        | Champion du Nigeria 2014                                                                |
| Nigeria 5e - 41 pts                                                        | Enyimba                                             | Vice-champion du Nigeria 2014                                                           |
| Soudan 6e - 37 pts                                                         | Al Hilal Omdurman                                   | Champion du Soudan 2014                                                                 |
| Soudan 6e - 37 pts                                                         | Al Merreikh Omdurman                                | Vice-champion du Soudan 2014                                                            |
| Algérie 7e - 32 pts                                                        | USM Alger                                           | Champion d'Algérie 2013-2014                                                            |
| Algérie 7e - 32 pts                                                        | ES Sétif T                                          | 3e du Championnat d'Algérie 2013-2014 Champion de la Ligue des champions de la CAF 2014 |
| Algérie 7e - 32 pts                                                        | MC El Eulma                                         | 4e du Championnat d'Algérie 2013-2014                                                   |
| Mali 8e - 32 pts                                                           | Stade malien                                        | Champion du Mali 2013-2014                                                              |
| Mali 8e - 32 pts                                                           | CO Bamako                                           | Vice-champion du Mali 2013-2014                                                         |
| République du Congo 9e - 21 pts                                            | AC Léopards                                         | Champion du Congo 2014                                                                  |
| République du Congo 9e - 21 pts                                            | Diables Noirs                                       | Vice-champion du Congo 2014                                                             |
| Cameroun 10e - 21 pts                                                      | Coton Sport FC                                      | Champion du Cameroun 2014                                                               |
| Cameroun 10e - 21 pts                                                      | Cosmos de Bafia                                     | Vice-champion du Cameroun 2014                                                          |
| Afrique du Sud 11e - 20 pts                                                | Mamelodi Sundowns                                   | Champion d'Afrique du Sud 2013-2014                                                     |
| Afrique du Sud 11e - 20 pts                                                | Kaizer Chiefs                                       | Vice-champion d'Afrique du Sud 2013-2014                                                |
| Angola 12e - 17 pts                                                        | Recreativo Libolo                                   | Champion d'Angola 2014                                                                  |
| Angola 12e - 17 pts                                                        | Kabuscorp SC                                        | Vice-champion d'Angola 2014                                                             |
| Fédérations avec un seul représentant (Classées plus bas que la 12e place) |                                                     |                                                                                         |
| Côte d'Ivoire 13e - 13 pts                                                 | Séwé Sports                                         | Champion de Côte d'Ivoire 2013-2014                                                     |
| Ghana 14e - 8 pts                                                          | Asante Kotoko                                       | Champion du Ghana 2013-2014                                                             |
| Éthiopie 15e - 5 pts                                                       | Saint-George SA                                     | Champion d'Éthiopie 2013-2014                                                           |
| Libye 16e - 4 pts                                                          | Al-Ahly SC                                          | Champion de Libye 2013-2014                                                             |
| Zambie 16e - 4 pts                                                         | ZESCO United                                        | Champion de Zambie 2014                                                                 |
| Zimbabwe 18e - 3 pts                                                       | Aucune équipe engagée                               | Aucune équipe engagée                                                                   |
| Niger 19e - 2 pts                                                          | AS GNN                                              | Champion du Niger 2013-2014                                                             |
| Bénin                                                                      | Buffles du Borgou FC                                | Champion du Bénin 2013-2014                                                             |
| Botswana                                                                   | Township Rollers                                    | Champion du Botswana 2013-2014                                                          |
| Burkina Faso                                                               | EF Ouagadougou                                      | Champion du Burkina Faso 2013-2014                                                      |
| Burundi                                                                    | LLB Académic                                        | Champion du Burundi 2013-2014                                                           |
| République centrafricaine                                                  | Pas d'équipe engagée cette saison                   | Pas d'équipe engagée cette saison                                                       |
| Cap-Vert                                                                   | Aucune équipe engagée                               | Aucune équipe engagée                                                                   |
| Comores                                                                    | Fomboni FC                                          | Champion des Comores 2014                                                               |
| Djibouti                                                                   | Aucune équipe engagée                               | Aucune équipe engagée                                                                   |
| Érythrée                                                                   | Pas d'équipe engagée cette saison                   | Pas d'équipe engagée cette saison                                                       |
| Gabon                                                                      | AS Mangasport                                       | Champion du Gabon 2013-2014                                                             |
| Gambie                                                                     | Real Banjul                                         | Champion de Gambie 2014                                                                 |
| Guinée                                                                     | AS Kaloum                                           | Champion de Guinée 2013-2014                                                            |
| Guinée-Bissau                                                              | Aucune équipe engagée                               | Aucune équipe engagée                                                                   |
| Guinée équatoriale                                                         | CD Elá Nguema                                       | Champion de Guinée équatoriale 2014                                                     |
| Kenya                                                                      | Gor Mahia                                           | Champion du Kenya 2014                                                                  |
| Lesotho                                                                    | Bantu FC                                            | Champion du Lesotho 2013-2014                                                           |
| Liberia                                                                    | Barrack Young Controllers                           | Champion du Liberia 2013-2014                                                           |
| Malawi                                                                     | FC Bullets                                          | Champion du Malawi 2014                                                                 |
| Madagascar                                                                 | CNAPS Sport                                         | Champion de Madagascar 2014                                                             |
| Mauritanie                                                                 | Aucune équipe engagée                               | Aucune équipe engagée                                                                   |
| Maurice                                                                    | Aucune équipe engagée                               | Aucune équipe engagée                                                                   |
| Mozambique                                                                 | Liga Muçulmana                                      | Champion du Mozambique 2014                                                             |
| Namibie                                                                    | Aucune équipe engagée                               | Aucune équipe engagée                                                                   |
| La Réunion                                                                 | Aucune équipe engagée                               | Aucune équipe engagée                                                                   |
| Rwanda                                                                     | APR FC                                              | Champion du Rwanda 2013-2014                                                            |
| Sao Tomé-et-Principe                                                       | Pas d'équipe engagée cette saison                   | Pas d'équipe engagée cette saison                                                       |
| Sénégal                                                                    | AS Pikine                                           | Champion du Sénégal 2014                                                                |
| Seychelles                                                                 | Saint-Michel United                                 | Champion des Seychelles 2014                                                            |
| Sierra Leone                                                               | East End Lions FC                                   | Champion de Sierra Leone 2014                                                           |
| Somalie                                                                    | Aucune équipe engagée                               | Aucune équipe engagée                                                                   |
| Soudan du Sud                                                              | Malakia FC                                          | Champion de Soudan du Sud 2014                                                          |
| Swaziland                                                                  | Mbabane Swallows                                    | Vice-champion du Swaziland 2013-2014                                                    |
| Tanzanie                                                                   | Azam Football Club                                  | Champion de Tanzanie 2013-2014                                                          |
| Tchad                                                                      | Foullah Edifice FC                                  | Champion du Tchad 2014                                                                  |
| Togo                                                                       | AC Semassi                                          | Champion du Togo 2014                                                                   |
| Ouganda                                                                    | Kampala City Council                                | Champion d'Ouganda 2013-2014                                                            |
| Zanzibar                                                                   | KMKM FC                                             | Champion de Zanzibar 2014                                                               |

## Phase qualificative

### Tour préliminaire
Les sept meilleures équipes africaines sont exemptes lors de ce tour :
- ES Sétif
- Coton Sport FC
- AC Léopards
- Al Ahly SC
- TP Mazembe
- CS sfaxien
- ES Tunis

| Équipe 1             | Résultat | Équipe 2                     | Aller | Retour | Tab   |
| -------------------- | -------- | ---------------------------- | ----- | ------ | ----- |
| Mbabane Swallows     | 1 - 2    | ZESCO United FC              | 1 - 1 | 0 - 1  | -     |
| Séwé Sports          | 2 - 3    | AS Kaloum                    | 1 - 2 | 1 - 1  | -     |
| USM Alger            | 4 - 3    | Foullah Edifice FC           | 3 - 0 | 1 - 3  | -     |
| AS Pikine            | 1 - 0    | EF Ouagadougou               | 1 - 0 | 0 - 0  | -     |
| Al Hilal             | 2 - 1    | KMKM FC                      | 2 - 0 | 0 - 1  | -     |
| Fomboni FC           | 2 - 3    | FC Bullets                   | 0 - 1 | 2 - 2  | -     |
| Recreativo do Libolo | 3 - 3E   | SM Sanga Balende             | 3 - 1 | 0 - 2  | -     |
| Kampala City Council | 1 - 3    | Cosmos de Bafia              | 1 - 0 | 0 - 3  | -     |
| Azam FC              | 2 - 3    | Al Merreikh                  | 2 - 0 | 0 - 3  | -     |
| LLB Académic         | 0 - 1    | Kabuscorp SC                 | 0 - 0 | 0 - 1  | -     |
| Sony Elá Nguema      | 1 - 2    | AC Semassi                   | 1 - 1 | 0 - 1  | -     |
| MC El Eulma          | 2 - 2    | Saint-George SC              | 1 - 0 | 1 - 2  | -     |
| East End Lions FC    | forfait  | Asante Kotoko SC             | -     | -      | -     |
| Enyimba FC           | 4 - 0    | Buffles du Borgou FC         | 3 - 0 | 1 - 0  | -     |
| Al Ahly Tripoli      | 1 - 1    | Smouha SC                    | 1 - 0 | 0 - 1  | 3 - 5 |
| Gor Mahia FC         | 3 - 3E   | CNAPS Sport                  | 1 - 0 | 2 - 3  | -     |
| Liga Muçulmana       | 1 - 2    | APR FC                       | 0 - 0 | 1 - 2  | -     |
| CO Bamako            | 2 - 3    | MA Tétouan                   | 2 - 0 | 0 - 3  | -     |
| Al Malakia FC        | 0 - 5    | Kano Pillars FC              | 0 - 2 | 0 - 3  | -     |
| Real de Banjul FC    | 2 - 1    | Barrack Young Controllers FC | 1 - 1 | 1 - 0  | -     |
| Kaizer Chiefs FC     | 3 - 1    | Township Rollers             | 2 - 1 | 1 - 0  | -     |
| Raja CA              | 6 - 2    | Diables noirs                | 4 - 0 | 2 - 2  | -     |
| Saint-Michel United  | 1 - 4    | Mamelodi Sundowns FC         | 1 - 1 | 0 - 3  | -     |
| AS Mangasport        | 1 - 0    | Bantu FC                     | 1 - 0 | 0 - 0  | -     |
| Stade malien         | 1 - 1E   | ASGNN                        | 0 - 0 | 1 - 1  | -     |

### Seizièmes de finale
| Équipe 1          | Résultat | Équipe 2         | Aller | Retour | Tab   |
| ----------------- | -------- | ---------------- | ----- | ------ | ----- |
| ZESCO United FC   | 2 - 2    | AS Kaloum        | 1 - 1 | 1 - 1  | 4 - 5 |
| USM Alger         | 6 - 2    | AS Pikine        | 5 - 1 | 1 - 1  | -     |
| Al Hilal          | 5 - 1    | FC Bullets       | 4 - 0 | 1 - 1  | -     |
| Coton Sport FC    | 0 - 2    | SM Sanga Balende | 0 - 0 | 0 - 2  | -     |
| Cosmos de Bafia   | 1 - 4    | ES Tunis         | 0 - 1 | 1 - 3  | -     |
| Al Merreikh       | 3 - 2    | Kabuscorp SC     | 2 - 0 | 1 - 2  | -     |
| AC Semassi        | 0 - 6    | CS sfaxien       | 0 - 5 | 0 - 1  | -     |
| MC El Eulma       | 2 - 1    | Asante Kotoko SC | 0 - 0 | 2 - 1  | -     |
| Enyimba FC        | 1 - 2    | Smouha SC        | 1 - 0 | 0 - 2  | -     |
| Gor Mahia FC      | 0 - 2    | AC Léopards      | 0 - 1 | 0 - 1  | -     |
| APR FC            | 0 - 4    | Al Ahly SC       | 0 - 2 | 0 - 2  | -     |
| MA Tétouan        | 5 - 2    | Kano Pillars FC  | 4 - 0 | 1 - 2  | -     |
| Real de Banjul FC | 1 - 3    | ES Sétif         | 1 - 1 | 0 - 2  | -     |
| Kaizer Chiefs FC  | 0 - 3    | Raja CA          | 0 - 1 | 0 - 2  | -     |
| Mamelodi Sundowns | 2 - 3    | TP Mazembe       | 1 - 0 | 1 - 3  | -     |
| AS Mangasport     | 2 - 5    | Stade malien     | 1 - 3 | 1 - 2  | -     |

### Huitièmes de finale
| Équipe 1         | Résultat | Équipe 2          | Aller | Retour | Tab   |
| ---------------- | -------- | ----------------- | ----- | ------ | ----- |
| USM Alger        | 3 - 2    | AS Kaloum         | 2 - 1 | 1 - 1  | -     |
| SM Sanga Balende | 0 - 2    | Al Hilal Omdurman | 0 - 1 | 0 - 1  | -     |
| Al Merreikh      | 2 - 2E   | ES Tunis          | 1 - 0 | 1 - 2  | -     |
| MC El Eulma      | 1 - 1    | CS sfaxien        | 1 - 0 | 0 - 1  | 7 - 6 |
| AC Léopards      | 1 - 2    | Smouha SC         | 1 - 0 | 0 - 2  | -     |
| MA Tétouan       | 1 - 1    | Al Ahly SC        | 1 - 0 | 0 - 1  | 4 - 3 |
| Raja CA          | 4 - 4    | ES Sétif          | 2 - 2 | 2 - 2  | 1 - 4 |
| Stade malien     | 3 - 4    | TP Mazembe        | 2 - 2 | 1 - 2  | -     |

## Phase de groupes
Le tirage au sort a lieu le 5 mai 2015 au Caire, l'ES Sétif et le TP Mazembe sont têtes de séries. Les deux meilleures équipes de chaque groupe se qualifient pour les demi-finales.
| Pot 1                                                             | Pot 2                                 | Pot 3 |
| ----------------------------------------------------------------- | ------------------------------------- | --- |
| Tout Puissant Mazembe (41 pts) Entente sportive de Sétif (31 pts) | Al Hilal (24 pts) Al Merreikh (6 pts) | Mouloudia Chabab El Eulma (0 pt) Union sportive de la médina d'Alger (0 pt) Smouha Sporting Club (0 pt) Moghreb Athlétic de Tétouan (0 pt) |

### Groupe A
| Rang | Équipe             | Pts | J | G | N | P | Bp | Bc | Diff |  | Résultats (▼ dom., ► ext.) |     |     |     |     |
| ---- | ------------------ | --- | - | - | - | - | -- | -- | ---- |  | -------------------------- | --- | --- | --- | --- |
| 1    | TP Mazembe         | 11  | 6 | 3 | 2 | 1 | 8  | 1  | +7   |  | TP Mazembe                 |     | 0-0 | 5-0 | 1-0 |
| 2    | Al Hilal           | 9   | 6 | 2 | 3 | 1 | 5  | 3  | +2   |  | Al Hilal                   | 1-0 |     | 0-1 | 2-0 |
| 3    | Moghreb de Tétouan | 8   | 6 | 2 | 2 | 2 | 6  | 10 | -4   |  | Moghreb de Tétouan         | 1-1 | 0-0 |     | 2-1 |
| 4    | Smouha SC          | 4   | 6 | 1 | 1 | 4 | 5  | 10 | -5   |  | Smouha SC                  | 0-2 | 1-1 | 3-2 |     |

### Groupe B
| Rang | Équipe      | Pts | J | G | N | P | Bp | Bc | Diff |  | Résultats (▼ dom., ► ext.) |     |     |     |     |
| ---- | ----------- | --- | - | - | - | - | -- | -- | ---- |  | -------------------------- | --- | --- | --- | --- |
| 1    | USM Alger   | 15  | 6 | 5 | 0 | 1 | 9  | 3  | +6   |  | USM Alger                  |     | 1-0 | 3-0 | 2-1 |
| 2    | Al Merreikh | 13  | 6 | 4 | 1 | 1 | 9  | 4  | +5   |  | Al Merreikh                | 1-0 |     | 2-0 | 2-0 |
| 3    | ES Sétif    | 5   | 6 | 1 | 2 | 3 | 5  | 10 | -5   |  | ES Sétif                   | 1-2 | 1-1 |     | 2-2 |
| 4    | MC El Eulma | 1   | 6 | 0 | 1 | 5 | 5  | 11 | -6   |  | MC El Eulma                | 0-1 | 2-3 | 0-1 |     |

## Phase finale

### Demi-finales
| Équipe 1    | Résultat | Équipe 2   | Aller | Retour |
| ----------- | -------- | ---------- | ----- | ------ |
| Al Merreikh | 2 - 4    | TP Mazembe | 2 - 1 | 0 - 3  |
| Al Hilal    | 1 - 2    | USM Alger  | 1 - 2 | 0 - 0  |

### Finale
| Équipe 1   | Résultat | Équipe 2  | Aller | Retour |
| ---------- | -------- | --------- | ----- | ------ |
| TP Mazembe | 4 - 1    | USM Alger | 2 - 1 | 2 - 0  |

### Tableau final
|  | Demi-finales | Demi-finales | Demi-finales | Demi-finales |            |            | Finale                                                | Finale | Finale | Finale |
|  |              |              |              |              |            |            |                                                       |        |        |        |
|  |              |              |              |              |            |            | 31 octobre 2015 / 8 novembre 2015, Alger / lubumbashi |        |        |        |
|  | TP Mazembe   | TP Mazembe   | 1            | 3            |            |            |                                                       |        |        |        |
|  | TP Mazembe   | TP Mazembe   | 1            | 3            |            |            |                                                       |        |        |        |
|  | Al Merreikh  | Al Merreikh  | 2            | 0            |            |            |                                                       |        |        |        |
|  | Al Merreikh  | Al Merreikh  | 2            | 0            | TP Mazembe | TP Mazembe | 2                                                     | 2      |        |        |
|  |              |              |              |              | TP Mazembe | TP Mazembe | 2                                                     | 2      |        |        |
|  |              |              | USM Alger    | USM Alger    | 1          | 0          |                                                       |        |        |        |
|  | USM Alger    | USM Alger    | USM Alger    | USM Alger    | 1          | 0          | 2                                                     | 0      |        |        |
|  | USM Alger    | USM Alger    |              |              |            |            |                                                       | 0      |        |        |
|  | Al Hilal     | Al Hilal     | 1            | 0            |            |            |                                                       |        |        |        |
|  | Al Hilal     | Al Hilal     | 1            | 0            |            |            |                                                       |        |        |        |

## Vainqueur
| Ligue des champions de la CAF Vainqueur 2015 |
| -------------------------------------------- |
| TP Mazembe Cinquième titre                   |

## Meilleurs buteurs
| Place | Joueur             | Club         | Buts |
| ----- | ------------------ | ------------ | ---- |
| 1     | Mbwana Samata      | TP Mazembe   | 8    |
| 2     | Bakri Al-Madina    | Al Merreikh  | 7    |
| 3     | Roger Assalé       | TP Mazembe   | 6    |
| 3     | Mouhssine Iajour   | MA Tétouan   | 6    |
| 4     | Christian Osaguona | Raja CA      | 5    |
| 5     | Rainford Kalaba    | TP Mazembe   | 4    |
| 5     | Youcef Belaïli     | USM Alger    | 4    |
| 5     | Justine Zulu       | Zesco United | 4    |